# 8415-ös mellékút (Magyarország)
A 8415-ös számú mellékút egy csaknem 18 kilométer hosszú, négy számjegyű országos közút Veszprém vármegye és Vas vármegye határvidékén, Néhány kisebb települést köt össze egymással és a 84-es főúttal.

## Nyomvonala
Csögle belterületének déli szélén ágazik ki a 8413-as útból, annak a 4+800-as kilométerszelvénye táján, nyugat felé. Pár száz méter után elhagyja a lakott területeket, még az első kilométere előtt egy rövid szakasz erejéig Kiscsősz területére lép, majd rövidesen Kispirit határai közt folytatódik. E község lakott területének az északi szélén halad el, nagyjából 2,3 kilométer után, rövid belterületi szakasza az Arany János utca nevet viseli. 2,8 kilométer után Nagypirit területén folytatódik, e település belterületének szintén az északi részén halad el, Rákóczi utca néven; közben délnyugati irányba fordul.
Kevéssel a 6. kilométere után lép át a már Vas vármegyéhez tartozó Boba területére, majd ott egy éles irányváltással újból nyugati irányt vesz. A 6+650-es kilométerszelvénye közelében átszeli a Marcalt, majd a 7. kilométerénél beletorkollik dél felől a 84 119-es számú mellékút, amely Kamond központjától húzódik idáig. 7,5 kilométer után keresztezi a Székesfehérvár–Szombathely-vasútvonal és a Boba–Bajánsenye-vasútvonal közös szakaszának vágányait, Boba vasútállomás térségének déli széle mellett, majd kiágazik belőle az állomást kiszolgáló 84 314-es számú mellékút, és egyúttal be is lép a falu belterületére.
Boba lakott területén előbb a Vasút utca nevet viseli, majd egy közel derékszögű irányváltással északnak fordul és Rákóczi Ferenc utca lesz a neve. A központban, kevéssel a 8. kilométere után egy elágazáshoz ér: innen ismét nyugatnak folytatódik, Berzsenyi Dániel utca néven, a tovább egyenesen haladó útszakasz pedig a 8459-es útszámozást veszi fel, Izsákfáig húzódva. A 8415-ös bő fél kilométert követően kilép Boba házai közül, de egy darabig még a község határában folytatódik, itt keresztezi, 9,8 kilométer után a Jánosháza-Celldömölk közti 8429-es utat is, amely itt kevéssel a 6. kilométere után jár.
10,7 kilométer után az út Egyházashetye területére ér, a község első házait a 13. kilométere után,  központját pedig további mintegy 400 métert követően éri el. Ott kiágazik belőle a 8434-es út észak felé, Kemeneskápolna irányába, a 8415-ös pedig egy rövid szakasz erejéig délnek fordul, Béke utca néven. Kicsivel ezután visszatér a nyugati-délnyugati irányhoz, Kossuth Lajos nevét felvéve, nagyjából 14,1 kilométer után pedig ki is lép a településről.
A 15. kilométere után érkezik meg az út Borgáta területére, ott először Borgátafürdő településrész északi széle mellett halad el, majd körülbelül 16,5 kilométer után a településközpont keleti szélét is eléri. Itt is Kossuth Lajos nevét viselve húzódik végig a falu központján, majd délnek kanyarodik és a délnyugati községrészben Béke utca a települési neve. A 84-es főútba beletorkollva ér véget, annak a 47+800-as kilométerszelvénye közelében.
Teljes hossza, az országos közutak térképes nyilvántartását szolgáló kira.gov.hu adatbázisa szerint 17,758 kilométer.

## Települések az út mentén
- Csögle
- (Kiscsősz)
- Kispirit
- Nagypirit
- Boba
- Egyházashetye
- Borgáta